# Afgekia
Afgekia là một chi thực vật thuộc họ Đậu.

## Các loài
Plants of the World Online ghi nhận 2 loài.
- Afgekia mahidolae B.L.Burtt & Chermsir., 1971. Phân bố: Thái Lan.[2]
- Afgekia sericea Craib, 1927. Phân bố: Lào, Thái Lan, Việt Nam.[2]

## Hình ảnh

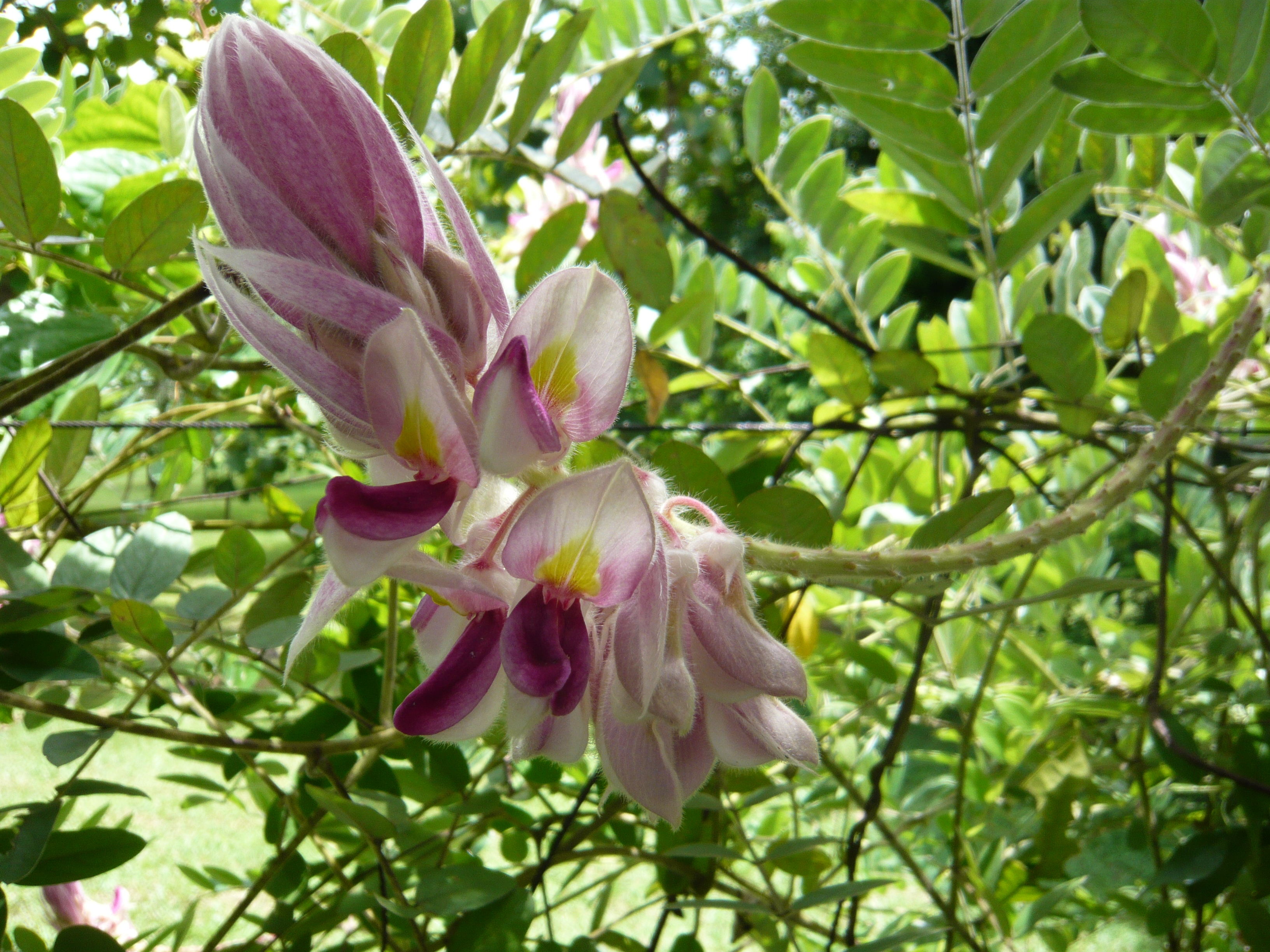